# Ембріональна діапауза

Бластоциста в стані діапаузи.

Ембріональна діапауза (дав.-гр. ἔμβρυον — зародиш і διάπαυσις — перерва) — феномен глибокої затримки розвитку ембріона, яка відбувається при нормальному ході його розвитку. Від виду до виду стадія онтогенезу, на якій відбувається затримка, сильно розрізняється. Зовнішні умови впливають на ембріональну діапаузу опосередковано; вона не викликається безпосередньо несприятливими зовнішніми впливами. У плацентарних цей процес частіше називають затриманою імплантацією.
Виявлена у різних видів — від рослин, комах до ссавців: у коловерток, нижчих ракоподібних, саранових, тутового шовкопряда, у птахів і риб, у близько сотні видів ссавців, що відносяться до різних родин, наприклад, у гризунів і хижих.
Може відбуватися на різних стадіях розвитку ембріона. Так, для комах розрізняють ранньо-, середньо- і позднеембріональну діапаузу. У переважної більшості ссавців діапауза відбувається тільки на одному етапі розвитку — на стадії бластоцисти перед імплантацією в стінку матки.
Визначальною властивістю ембріональної діапаузи у рослин і тварин є кардинальне зменшення числа або припинення мітозів (різновид клітинного ділення) в ембріоні, яке може відбуватися на фазі G0/G1 або G2 клітинного циклу. Відновлення розподілу означає припинення діапаузи.